# Estación Azcuénaga
Azcuénaga es una estación ferroviaria ubicada en el Partido de San Andrés de Giles, Provincia de Buenos Aires, Argentina.

## Servicios
La estación corresponde al Ferrocarril General Bartolomé Mitre de la red ferroviaria argentina, en el ramal a Pergamino que nace en la estación Luján y que está concesionado a la empresa NCA la cual no realiza mantenimiento ni corre trenes por él.
El ramal está abandonado por parte del estado y la empresa NCA, aunque no presenta intrusiones o robos importantes.
Actualmente no posee tráfico de trenes de ningún tipo, aunque los "Amigos del Ramal Victoria- Pergamino" realizan arduas tareas de preservación de la traza como desmalezamiento y mantenimiento de vías.
La misma estación se encuentra intrusada por personas ajenas al ferrocarril o alguna asociación, la cual no permite fotografías del lado trasero o lateral de la estación.
En las fiestas patronales los "Amigos del Ramal Victoria- Pergamino" parten de la estación Vagues y van con su zorra hasta esta estación para dar paseos turísticos.

## Ubicación
Se encuentra en la localidad de Azcuénaga, partido de San Andrés de Giles. Sus coordenadas geográficas son 34°21′59″S 59°22′31″O / -34.36639, -59.37528.

## Historia
El jueves 1º de abril de 1880 quedaba habilitada al servicio público la estación Azcuénaga, del entonces Ferrocarril del Oeste, administrado a la sazón por la provincia de Buenos Aires. En esa ocasión, al parecer sin actos protocolares, llegaba el primer tren con máquina de vapor, procedente de la estación del Parque, sita en el solar donde hoy se erige el Teatro Colón, en Buenos Aires. Se trataba del ramal que unía Luján con Pergamino, vendido más tarde al Ferrocarril Central Argentino, convertido luego en FC Mitre. 
Una sencilla casilla de madera fue el núcleo inicial de la estación, reemplazada luego por un imponente edificio de dos plantas coronado en techo piramidal de tejas francesas. Su parte superior servía para vivienda familiar del jefe de estación, respetado personaje pueblerino. Cuesta imaginar lo que habrá sido observar semejante construcción en medio de la llanura. 
Poco después de su inauguración, la estación fue centro de acciones militares durante la Revolución de 1880 o Revolución de Tejedor, lucha entre la Nación y la Provincia de Buenos Aires, que dio origen a la Capital Federal